# 畠山久尚

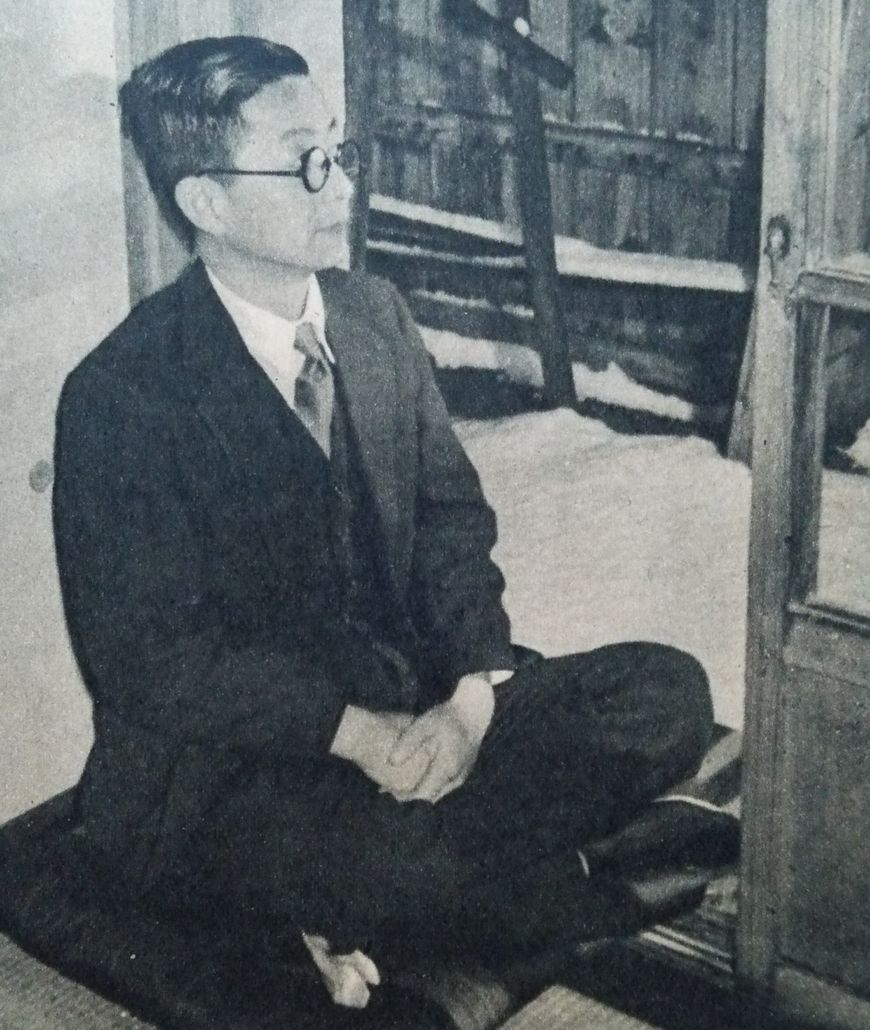
畠山久尚

畠山 久尚（はたけやま ひさなお、1905年1月20日 - 1994年2月11日）は、日本の地球物理学者。

## 略歴
出典：
新潟県北蒲原郡新発田町生まれ。1922年旧制東京府立第三中学校卒業。1925年旧制第一高等学校理科甲類卒業。1928年東京帝国大学理学部物理学科を卒業し、中央気象台に入る。1949年気象研究所長、1958年東京管区気象台長、1963年気象庁長官。1965年退官、のち二松學舍大学教授、1975年名誉教授。
1938年10月に、地磁気湾形変化の研究を発表した。1940年「地磁気及び地電流の湾型変化並に脈動に関する研究」で理学博士の学位を取得。

## 受賞・栄典
- 1944年 日本学士院賞
- 1973年 日本気象学会藤原賞
- 1975年 勲二等旭日重光章
- 1977年 運輸省交通文化賞
- 1978年 日本雪氷学会功績賞[6]
- 1984年 日本農業気象学会永年功労会員
- 1986年 日本学士院会員

## 著書
- 『気象の四季』地人書館 1942
- 『気象その時々』地人書館 1947
- 『天氣予報の話』主婦の友社 うち中で読む科学の本 1949
- 『寒さと雪』積雪科学館 1955
- 『かみなり』地人書館 1961
- 『気象とともに』地人書館 1966
- 『地球の科学』松浦晴二絵 小学館 学習科学図鑑シリーズ 1967
- 『雷の科学』河出書房新社 1970
- 『気象と火災 日本の風土と火災』全国加除法令出版 1978

### 共著編
- 『異常気象覚書』高橋浩一郎共著 地人書館 1944
- 『宇宙と地球 新しく書かれた地学』鈴木敬信,湯浅光朝,高橋喜彦,中野猿人,井上宇胤,本多彪共著 中教出版 1950
- 『気象電気学』川野実共著 岩波全書 1955
- 『気象学講座 第5巻 気象電気学』川野実共著　地人書館 1956
- 『地球の科学』根本順吉,諏訪彰,半沢正男共著 松浦晴二絵 小学館 科学図説シリーズ 1962
- 『気象災害』編 共立出版 防災科学技術シリーズ 1966
- 『天文と気象』編 岩崎敏二等絵 世界文化社 カラー図鑑百科 1969

### 翻訳
- リチャード・A.クレーグ『宇宙空間の科学 超高層大気の諸現象』河出書房新社 1969

## 論文
- <畠山久尚